# 黄石站
黄石站位于中華人民共和國湖北省黄石市大冶市罗家桥街道，是武汉局集团辖下的铁路客运二等站，有武九铁路途经本站，建筑总面积为两万多平米，候车厅面积四千多平方米。

## 介绍
黄石站为武九铁路复线改造后新建车站，自2003年11月动工，2006年1月9日基本完工。为区别新老黄石车站，原位于黄石市西塞山区颐阳路的黄石站更名为黄石东站。黄石站处在黄石与大冶两市的结合部，设计能力为一等客运站，现暂为二等客运站，主要担当黄石市、大冶市及周边地区的旅客运输任务。

## 车站结构

### 站房
车站建筑形式为框架结构，建筑总面积为23795平米，外型呈轴线型艺术对称布局。候车厅面积4131平方米，分为一、二楼普通候车室、母婴候车室、软席候车室、贵宾候车室，可同时容纳旅客3442人。车站还设有650平方米的行包托运仓库，办理全国各地行李包裹业务。黄石站站前广场面积近80000平方米，为出行旅客提供了休闲场地。

### 站台

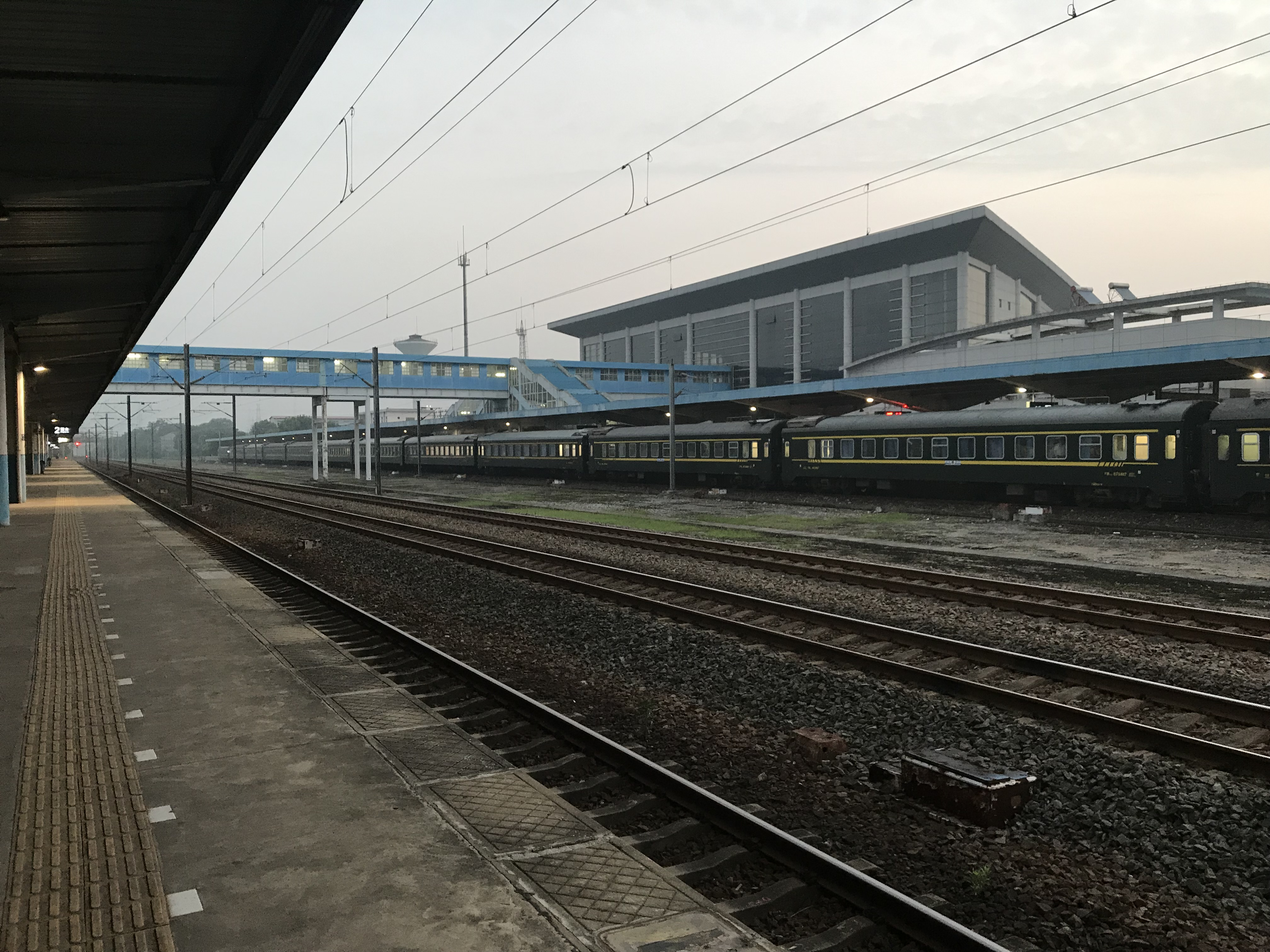
车站站台

站内有两座站台，均设有＂Ｖ＂字形风雨棚，一站台面积8250平方米，二站台面积6655平方米，一，二站台间设有全封闭天桥一座，地下通道一个，为上下车旅客提供安全、便捷的通行。